# Castelnovo ne' Monti
Castelnovo ne' Monti es un municipio situado en el territorio de la provincia de Reggio Emilia, en Emilia-Romaña (Italia).

## Demografía
| Gráfica de evolución demográfica de Castelnovo ne' Monti entre 1861 y 2001 |
|                                                                            |
| Fuente ISTAT - elaboración gráfica de Wikipedia                            |